# 2 березня
2 березня — 61-й день року (62-й у високосні роки) в григоріанському календарі. До кінця року залишається 304 дні.

## Свята і пам'ятні дні

### Міжнародні
- день компакт-диска (1983, винахід)

### Релігійні

#### Християнство
- День Святого Мученика Теодота Киринейського (326).
- День Блаженного Карла Доброго (1127).
- День Святої Аґнеси Богемської (1282).
- День Святого Йова (Борецького) (1631).

Православ'я:
- Священномученик Феодота (Богдана[2]), єпископа Киринейського.
- Святителя Іова (Борецького), митрополита Київського і всієї Руси.
- Мучениці Євфалії.
- Мученика Троадія.
- Преподобного Агафона Єгипетського.
- Мучеників 440 італійських.
- Святителя Арсенія, єпископа Тверського.

#### Растафаріанство
- День Пам'яті Пророка Банні Вайлера (2021).

## Події

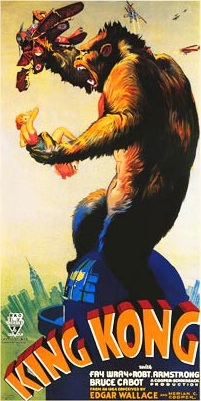
Оригінальний постер фільму «Кінг-Конг» (1933)

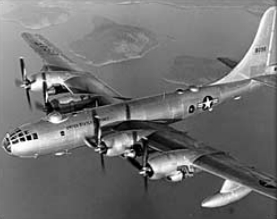
Boeing B-50 Superfortress Lucky Lady II

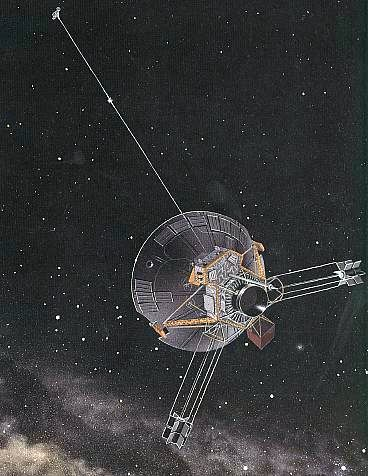
Космічний апарат Піонер-10/Піонер-11

- 1444 — Скандербег утворив Лезьку лігу для боротьби з турецькими завойовниками
- 1767 — король Карл III вигнав єзуїтів з Іспанії
- 1796 — французький генерал Наполеон Бонапарт призначений головнокомандувачем так званою Італійською армією.
- 1807 — Томас Джефферсон підписав закон, що забороняв увезення рабів на територію США, підконтрольні їм порти й території.
- 1836 — у містечку Вашингтон-на-Бразосі на з'їзді американців Техасу було проголошено незалежність цього штату від Мексики.
- 1918 — в УНР ухвалено перший закон про громадянство України.
- 1918 — війська УНР звільнили Київ від більшовиків.
- 1923 — у США вийшов друком перший номер журналу «Time» — 32-сторінкове видання було першим американським тижневиком новин.
- 1933 — прем'єра культового художнього фільму Меріана Купера «Кінг-Конг»
- 1943 — Корюківська трагедія: масове вбивство 6700 мешканців українського села Корюківка, здійснене загонами СС та угорської військової жандармерії в ході Другої світової війни, спровоковане попередніми діями радянських партизанів Олексія Федорова
- 1949 — закінчився перший безпосадковий політ на літаку навколо земної кулі. Він тривав 94 години і був здійснений на літаку Lucky Lady II (B-50 Superfortress).
- 1956 — Франція і Марокко домовились про припинення протекторату і незалежність африканської країни, яка стала незалежним султанатом на чолі з Мухаммедом V.
- 1962 — військовий переворот у Бірмі: владу взяли генерали на чолі з У Не Віном.
- 1965 — США почали регулярні бомбардування Північного В'єтнаму
- 1969 — розпочався збройний конфлікт між СРСР і Китаєм на острові Даманський.
- 1972 — із мису Канаверал стартував космічний апарат «Піонер-10», що першим досяг третьої космічної швидкості та почав досліджувати Юпітер.
- 1983 — з'явилися перші компакт-диски й CD-програвачі.
- 1993 — засновано Академію медичних наук України.

## Народились
Дивись також Категорія:Народились 2 березня
- 1450 — Гвідо Маццоні, італійський скульптор і живописець.
- 1459 — Адріан VI, Папа Римський (пом. 1523).
- 1603 — П'єтро Новеллі, італійський художник і архітектор; відомий за прізвиськом Монреалезе.
- 1656 — Ян Франс ван Дувен, нідерландський художник-портретист лейденської школи (пом. 1727).
- 1707 — Луї-Мішель ван Лоо, французький придворний художник-портретист епохи рококо.
- 1740 — Ніколас Покок, британський художник, відомий картинами військово-морських битв.
- 1760 — Каміль Демулен, французький журналіст, активний учасник Великої французької революції (пом. 1794).
- 1793 — Сем Г'юстон, американський політичний діяч, перший президент Республіки Техас (1836-39, 1841-45 рр.; пом. 1863).
- 1820 — Мультатулі, нідерландський письменник.
- 1824 — Бедржіх Сметана, чеський композитор, диригент, піаніст, основоположник чеської опери («Продана наречена», «Далібор»; пом. 1884).
- 1859 — Шолом-Алейхем, єврейський письменник (пом. 1916).
- 1876 — Мирон Кордуба, український історик, публіцист, письменник (пом. 1947).
- 1876 — Пій XII, Папа Римський.
- 1879 — Аверкій (Полікарп Петрович Кедров), архієпископ Волинський і Житомирський (пом. 1937)
- 1882 — Архип Тесленко, український письменник (пом. 1911).
- 1900 — Курт Вайль, німецький композитор, автор музики до «Тригрошової опери».
- 1900 — Томас Вулф, американський письменник (пом. 1939).
- 1904 — Доктор Сюз, американський дитячий письменник і мультиплікатор («Як Ґрінч украв Різдво!»).
- 1913 — Георгій Фльоров, радянський фізик-ядерник, засновник Об'єднаного інституту ядерних досліджень в Дубні.
- 1921 — Едді «Локджо» Девіс, американський джазовий музикант (пом. 1986)
- 1927 — Вітольд Шальонек, польський композитор.
- 1930 — Сергій Ковальов, російський політичний діяч, правозахисник.
- 1931 — Михайло Горбачов, російський політичний і громадський діяч, перший і останній президент СРСР (1990–1991), лауреат Нобелівської премії миру (1990).
- 1933 — Олексій Гуляницький, український диригент. Художній керівник і головний диригент симфонічного оркестру Кримської філармонії (1965—2005). Онук українського художника Григорія Світлицького.
- 1942 — Джон Ірвінг, американський письменник.
- 1953 — Володимир Зубицький, український композитор і баяніст
- 1962 — Джон Бон Джові, американський рок-співак, композитор.
- 1968 — Деніел Крейґ, англійський кіноактор, виконавець ролі Джеймса Бонда у фільмах "Казино «Рояль» і «Квант милосердя».
- 1979 — Олександр Зіневич, український хокеїст, чемпіон України.

## Померли

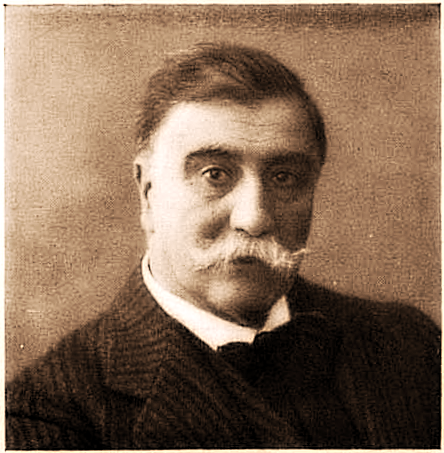
Микола Кузнецов

Дивись також Категорія:Померли 2 березня
- 274 — Мані, пророк з перської держави Сасанідів, засновник маніхейства (інша дата — 26 лютого)
- 1791 — Джон Веслі, засновник релігійної течії методистів, яка відділилась від англіканської церкви.
- 1797 — Горас Волпол, 4-й граф Орфордський, англійський письменник, засновник жанру готичного роману («Замок Отранто»).
- 1817 — Джакомо Кваренгі, італійський архітектор. За угодою працював в Петербурзі, Москві, також в Україні.
- 1835 — Франц ІІ, останній імператор Священної Римської Імперії (1792—1806 рр.), імператор Австрії (з 1804 р.) Франц І Габсбург.
- 1887 — Август Вільгельм Ейхлер (August Wilhelm Eichler), німецький ботанік, який розробив першу класифікацію рослин, яка знайшла широке застосування (*1839).
- 1895 — Берта Морізо, французька художниця, що входила до кола імпресіоністів.
- 1904 — Павло Кошиць, український і російський оперний і камерний співак (ліричний, лірико-драматичний тенор).
- 1929 — Микола Кузнецов, український живописець і графік. Брат художника Дмитра Кузнецова, батько оперної співачки Марії Кузнецової-Бенуа.
- 1930 — Девід Герберт Лоуренс, один з ключових англійських письменників початку ХХ століття.
- 1935 — Говард Картер, британський археолог-єгиптолог, в 1922 році відкрив гробницю Тутанхамона (*1873).
- 1945 — Емілі Карр, канадська художниця і письменниця.
- 1977 — Іванна Блажкевич, українська дитяча письменниця, громадська діячка, просвітниця;
- 1980 — Ярослав Івашкевич, польський письменник, поет і драматург.
- 1982 — Філіп Дік, американський письменник, філософ, есеїст.
- 1990 — Шейкі Джейк Гарріс (справжнє ім'я Джеймс Д. Гарріс), американський блюзовий музикант (нар. 1921)
- 1991 — Серж Генсбур, французький композитор, актор, режисер, письменник (*1928).
- 1999 — Дасті Спрингфілд, поп-рок співачка (*1939).
- 2008 — Софіко Чіаурелі, грузинська кіноакторка, відома з фільмів «Колір граната», «Дерево бажання», «Покаяння», «Ашик-керіб» та ін.